# 5962 Shikokutenkyo
5962 Shikokutenkyo è un asteroide della fascia principale. Scoperto nel 1990, presenta un'orbita caratterizzata da un semiasse maggiore pari a 2,565699 UA e da un'eccentricità di 0,113283, inclinata di 12,881383° rispetto all'eclittica.
Fa parte della famiglia di asteroidi Eunomia.